# Joachim Kratsch
Joachim Kratsch  (* 5. Januar 1937 in Zwickau) ist ein deutscher Grafiker und Maler. Er lebt seit 1959 in Leipzig.

## Leben
Nach einer Berufsausbildung als Maler 1951–1954 besuchte Joachim Kratsch von 1956 bis 1959 die Mal- und Zeichenschule in Zwickau (MuZ) unter Leitung von Carl Michel. Anschließend studierte er von  1959 bis 1964 an der Leipziger Hochschule für Grafik und Buchkunst bei Bernhard Heisig.
1978 bis 2002 war Joachim Kratsch Dozent für künstlerische Praxis an der Leipziger Universität im Fachbereich Kunsterziehung. In der DDR hatte Kratsch eine große Zahl von Ausstellungen. Er war auf vielen wichtigen zentralen Ausstellungen vertreten, u. a. von 1967 bis 1987 auf sechs deutschen Kunstausstellungen bzw. Kunstausstellungen der DDR in Dresden.
In seinen Werken stellen die verarbeiteten Motive weniger szenische Momentaufnahmen dar, sondern eher Metaphern auf das Leben und die Beziehungsgeflechte der dargestellten Akteure. Wiederkehrendes Thema sind Masken und Maskeraden, die mit dem Grundgedanken der Verstellung oder des Verbergens des wahren Gesichts erfüllt sind.
Zu seinen Studienreisen zählen insbesondere die Reisen nach Rumänien und Bulgarien zu DDR-Zeiten und die Reisen nach Italien, besonders nach Venedig.
Kratsch war bis 1990 Mitglied des Verbands Bildender Künstler der DDR und wurde danach Mitglied im Bund Bildender Künstler Leipzig e.V.

## Museen und öffentliche Sammlungen mit Werken Kratschs (unvollständig)
- Altenburg/Thüringen: Lindenau-Museum
- Dresden: Galerie Neue Meister[3]
- Dresden: Kupferstichkabinett
- Dresden: Sächsischer Kunstfonds[3]
- Eberswalde: Museum Eberswalde[4]
- Frankfurt/Oder: Brandenburgisches Landesmuseum für moderne Kunst (vormals Museum Junge Kunst)
- Halle/Saale: Staatliche Galerie Moritzburg
- Jena: Städtische Museen Jena[5]
- Leipzig: Museum der bildenden Künste
- Leipzig: Kunsthalle der Sparkasse Leipzig[6]
- Leipzig: Galerie Hotel Leipziger Hof (private Sammlung)
- Stendal: Winckelmann-Museum[7]

## Ehrungen
- 1971: Bronzemedaille der Internationalen Buchkunst Ausstellung Leipzig
- 1972: 3. Preis Illustrations-Wettbewerb zur VII. Kunstausstellung der DDR

## Weitere Werke (Auswahl)
siehe auch: 

### Tafelbilder
- Straßenlandschaft (1965, Öl)[9]

### Druckgrafik
- Hochzeitsreisende (1977, Aquatinta-Radierung)[10]
- Der bekränzte Vogelfänger (1978, Kaltnadel-Radierung)[11]

### Zeichnungen
- Hochzeitstanz (1970, Federzeichnung, 58,2 × 41,6 cm)[12]

### Buchillustrationen
- Pique Dame. Novelle von Alexander Puschkin (1968, Insel-Bücherei, Nr. 314)
- Russische Märchen von Maxim Gorki (1968, Insel-Bücherei, Nr. 877)
- Notre-Dame von Paris von Victor Hugo (1969, Insel-Verlag, Nr. 877)
- Der Sturm auf die Mühle von Émile Zola (1973, Insel-Verlag, Nr. 164)

## Einzelausstellungen
- 1970 Museum der bildenden Künste Leipzig, Kabinettausstellung
- 1973 Wort und Werk Leipzig
- 1976 Galerie am Boulevard Rostock
- 1977 Klubgalerie Magdeburg
- 1979 Kunst der Zeit Leipzig
- 1980 Haus der Kultur Neubrandenburg
- 1985 Galerie im Hörsaalbau Universität Leipzig
- 1994 Galerie im Rathaus Bruchsal (Beteiligung)
- 1997 Art-Kapella Schkeuditz
- 2006 Museum Schloss Rochsburg
- 2008 Alfred Kubin Galerie Wernstein (Beteiligung)
- 2008 Galerie am Domhof Zwickau
- 2008 Galerie Sonnensegel Brandenburg an der Havel
- 2009 Galerie Koenitz Leipzig
- 2010 Rathausgalerie Grimma
- 2015 Galerie Koenitz Leipzig